# Resolució 1338 del Consell de Seguretat de les Nacions Unides
La Resolució 1338 del Consell de Seguretat de les Nacions Unides fou adoptada per unanimitat el 31 de gener de 2001. Després de recordar les resolucions anteriors sobre Timor Oriental (Timor-Leste), en particular les resolucions 1272 (1999) i 1319 (2000), el Consell va prorrogar el mandat de la Administració de Transició de les Nacions Unides a Timor Oriental (UNTAET) durant un any fins al 31 de gener de 2002.
El Consell de Seguretat va donar suport a les mesures adoptades per la UNTAET per reforçar la participació del poble timorès oriental en l'administració del seu territori. Va encoratjar els esforços per aconseguir la independència de Timor Oriental a final de 2001 i va assenyalar que era necessària una presència internacional al territori després de la independència. També hi havia preocupació per la gran quantitat de refugiats de Timor Oriental situats en camps de la província indonèsia de Nusa Tenggara Oriental (Timor Occidental) i l'activitat de les milícies a la regió.
Ampliant el mandat de la UNTAET per un any addicional tenint en compte els ajustaments, el Consell va instar al Representant Especial del Secretari General a continuar delegant poders de l'administració de transició a la població de Timor Oriental i a la UNTAET per donar suport a aquest procés. Es va demanar a les institucions financeres i als fons i programes de les Nacions Unides que prometessin ajuda humanitària per complir els seus compromisos, mentre que la comunitat internacional també va ser cridada a ajudar a crear la Força de Defensa de Timor Oriental (F-FDTL).
La resolució va subratllar la necessitat que la UNTAET respongui a les amenaces militars i que els responsables dels delictes greus de 1999 siguin portats a la justícia. Es va demanar al Govern d'Indonèsia que continués millorant la seguretat del personal internacional a Timor, de conformitat amb la Resolució 1319. Finalment, es va demanar al secretari general Kofi Annan que informés al Consell, abans del 30 d'abril de 2001, sobre el mandat de la UNTAET, i fes recomanacions sobre una presència internacional a Timor Oriental en un termini de sis mesos.